# 汉娜·奥尔松
汉娜·奥尔松（瑞典語：Hanna Olsson，1999年1月20日—），瑞典女子冰球运动员，场上位置是前锋。她曾代表瑞典国家队参加2018年冬季奥林匹克运动会冰球比赛，获得第七名。